# Joseph Loth
Joseph Loth (Guémené-sur-Scorff, 27 de desembre de 1847 - París, 1 d'abril de 1934), fou un lingüista i historiador francès, especialista en llengües cèltiques, particularment el bretó.
Després d'estudiar a Sainte-Anne-d'Auray, va ser professor a Pontivy, a Quimper i Saumur fins a l'esclat de la Guerra Franco-Prussiana el 1870. Després de la guerra, va treballar en diferents institucions de París, on va conèixer Henri d'Arbois de Jubainville, que el va introduir en l'estudi de les llengües cèltiques. Va obtenir el seu títol universitari de doctor 1883 amb dues tesis; la principal era "L'émigration bretonne en Armorique".
El 1884 va ser nomenat professor a la Universitat de Rennes, on va ensenyar llengües cèltiques. De 1890 a 1910 fou degà de la Facultat. L'any 1884 va fundar la revista Annales de Bretagne, on va publicar nombrosos articles i en fou editor fins a 1910. Aquest any fou nomenat professor al Collège de France i el 1919 va ser nomenat membre de l'Académie des Inscriptions et Belles-Lettres.
Va publicar nombrosos articles a la Revue Celtique, va reeditar el diccionari bretó-francès de Pierre de Chalons i va ser traductor d'obres en diverses llengües celtes al francès, com els Mabinogion.
Loth va fer estudis importants sobre la variació dialectal del bretó i sobre l'expansió històrica del bretó a França. La línia que marca la màxima expansió oriental del bretó és coneguda com a "línia Loth"; va de Mont-Saint-Michel, passant per Hédé, i cap a l'est a Rennes fins al Loira.
Va ser nomenat doctor honoris causa per la Universitat de Glasgow el 1901 i també d'altres universitats. Pocs dies abans de morir va ser nomenat comandant de la Legió d'honor.
El "Lycée" (institut d'educació secundària) de Pontivy porta el nom de Joseph Loth des de 1944.

## Obra
- L'Émigration bretonne en Armorique du V au VIIs de notre ère, Rennes, 1883, reedició Slatkine Reprints Paris-Genève-Gex 1980 ISBN 2-05-100102-2, consultable en línia biblioteca digital de la Université Rennes 2
- Vocabulaire vieux-breton, avec commentaire, contenant toutes les gloses en vieux-breton, gallois, cornique, armoricain, connues, précédé d'une introduction sur la phonétique du vieux-breton et sur l'âge et la provenance des gloses, F. Wiever, 1884, consultable en línia biblioteca digital de la Université Rennes 2
- Remarques sur le bas vannetais, 1886
- Le Mabinogi de Kulhwch et Olwen, separata de Revue de Bretagne et de Vendée, mars / avril / mai 1888, Éd. Prud'homme, Saint-Brieuc, consultable en línia biblioteca digital de la Université Rennes 2
- Le nom de Laënnec, un cas difficile d'onomastique, s.d. consultable en línia biblioteca digital de la Université Rennes 2
- Deux ouvrages en gallois sur la littérature galloise l'un allant de 1350 à 1600 sur la poésie, l'autre de 1540 à 1660 sur la prose par W.J. Gruffydd, s.d. consultable en línia biblioteca digital de la Université Rennes 2
- Le Mystère des Trois Rois, s.d. consultable en línia biblioteca digital de la Université Rennes 2
- Le Dialecte de l'Île aux Moines, 1893, (réédité et corrigé par Patrick Le Besco, Ar Skol vrezoneg/Emgleo Breiz], Brest, 1999)
- Chrestomathie bretonne
- De vocis Aremoricae usque ad sextum post Christum natum saeculum forma atque significatione : Facultati Litterarum Parisiensi thesim proponebat, 1833, consultable en línia biblioteca digital de la Université Rennes 2
- L'inscription bretonne à Trémaouézan, 19.., consultable en línia biblioteca digital de la Université Rennes 2
- La métrique du moyen breton, 19... consultable en línia biblioteca digital de la Université Rennes 2
- La civitas Coriosolitum d'après de nouvelles découvertes épigraphiques, 19.., 11 p., consultable en línia biblioteca digital de la Université Rennes 2
- Le sens de Nepos dans deux inscriptions latines de l'ïle de Bretagne / Joseph Loth, 19.., 12 p., consultable en línia biblioteca digital de la 'Université Rennes 2
- apud Henri d'Arbois de Jubainville, Cours de littérature celtique (12 volums)
  - tome 3, Les Mabinogion, contes gallois, trad. J. Loth, t. 1, 1889
  - tome 4, Les Mabinogion, contes gallois, trad. J. Loth, t. 2 (1889). Les Mabinogion du Livre rouge de Hergest, avec les variantes du Libre blanc de Rhydderch, trad. du gallois (1889, 1913), rééd. Genève, Slatkine, 1975, 436-478 p.
  - tome 9, , La métrique galloise depuis les plus anciens textes jusqu'à nos jours (par J. Loth), 1900
  - tome 10, , La métrique galloise du IXs à la fin du XIVs. Première partie : Laisses et strophes ; Cynghanedd vocalique (par J. Loth), 1901
  - tome 11, , La métrique galloise du IXs à la fin du XIVs. Deuxième partie : Cynghanedd consonantique ; rytme ; métrique bretonne-armoricaine, cornique, irlandaise : origines et traits caractéristiques de la métrique celtique, par J. Loth, 1902